# Ambassador Theatre
L'Ambassador Theatre è un teatro di Broadway sito nel quartiere di Midtown Manhattan.

## Storia
Progettato da Herbert J. Krapp, il teatro ha aperto al pubblico l'11 febbraio 1921 con il musical The Rose Girl. L'Ambassador Theatre ha un palco dall'ampiezza di 13,69m e un'altezza di 16,69m. Nel corso della sua storia, il teatro ha ospitato le prime di numerosi importanti drammi e musical di successo, tra cui Il diario di Anna Frank, Il leone d'inverno, Godspell e Topdog/Underdog, oltre a revival di Uno sguardo dal ponte, Dreamgirls ed Hedda Gabler. Dal 2006 il teatro ospita una produzione del musical Chicago. Dal marzo 2020 al gennaio 2021 il teatro resta chiuso a causa della Pandemia di COVID-19 del 2019-2021.